# Marc Carbonneau
Pour le réalisateur canadien, voir Marc Carbonneau (réalisateur) et Carbonneau.
Marc Carbonneau (né le 29 mai 1933) est un monteur de sacoche, chauffeur de taxi montréalais et un militant politique. 
Membre du Front de libération du Québec, il participe à l'enlèvement et à la séquestration du diplomate britannique James Richard Cross.

## Biographie
En février 1956, il épouse Huguette Carbonneau, alors âgé de 18 ans, dont il a quatre enfants.
Le 7 octobre 1969, il participe à la manifestation du Mouvement de libération du taxi contre le monopole de la compagnie Murray Hill ou il est blessé par une volée de plomb. Il participe également à une manifestation offensive contre la compagnie Murray Hill fin octobre 1968.
Le 21 juin 1969, il est arrêté à Québec lors de l'Opération Congrès, une grande manifestation à l'occasion d'un congrès de l'Union nationale.
En 1970, il fait partie de la cellule Libération du Front de libération du Québec lors de la Crise d'Octobre. Le 11 novembre 1970, il est considéré comme dangereux et armé, figurant sur la liste des 13 personnes les plus recherchées à travers le Canada, pour l'enlèvement de James Richard Cross. Il s'exile à Cuba. En 1981, il revient au Québec. Il est condamné à 20 mois de prison et à 150 heures de
travail communautaire,.